# Manlio Sgalambro
Manlio Sgalambro (Lentini, 9 dicembre 1924 – Catania, 6 marzo 2014) è stato un filosofo, scrittore, poeta, aforista e paroliere italiano.
La sua opera filosofica è stata definita di orientamento nichilista, definizione spesso respinta da Sgalambro stesso, ma talvolta anche accettata, e si può piuttosto definire un'originale sintesi tra la filosofia della vita di Arthur Schopenhauer e il materialismo e pessimismo di Giuseppe Rensi, con le influenze dell'esistenzialismo sui generis di Emil Cioran, di alcuni temi della scolastica e della "teologia empia" e naturalistica di Vanini e Mauthner, della tensione fra essere e dovere propria di Emil Lask e Georg Simmel, nonché del pensiero anti-idealistico di Giacomo Leopardi.
Sgalambro è noto anche per la collaborazione con il cantautore Franco Battiato, delle cui canzoni fu autore dei testi tra il 1995 e il 2012.

## Biografia
Manlio Sgalambro nacque a Lentini nel 1924, da una famiglia benestante (il padre era un farmacista). Ha sempre osservato un riserbo quasi "conventuale" nella sua vita privata, fornendo tuttavia alcuni elementi biografici nelle sue interviste o presentazioni. Dopo l'infanzia trascorsa a Lentini, si trasferisce a Catania, dove rimane per tutta la vita. Nel 1947 si iscrive all'Università degli studi di Catania:
(Manlio Sgalambro)
Inoltre non si trovava d'accordo con la cultura filosofica dominante allora nelle accademie, troppo legata all'idealismo di Croce e Gentile:
Nel 1963, a 39 anni, si sposa, e dal matrimonio nascono cinque figli (Elena, Simona, Riccardo, Irene, Elisa). Il reddito che proveniva da un agrumeto (lasciatogli in eredità dal padre) non basta più, così sceglie di integrarlo compilando tesi di laurea e facendo supplenze nelle scuole:
(Manlio Sgalambro)
Muore il 6 marzo 2014 a Catania, all'età di 89 anni. Sgalambro era dichiaratamente ateo anche se credeva nella reincarnazione, come ricordato anche dall'amico Battiato, e ha avuto un funerale religioso. Da molti anni viveva da solo nella sua casa catanese.

### La produzione filosofica
(La conoscenza del peggio)
Sgalambro ripeteva spesso che non possedeva titoli né lauree «per i biglietti da visita» e quindi come sia riuscito a diventare uno scrittore di filosofia – i cui libri sono tradotti in francese, tedesco e spagnolo – era «un mistero» che egli stesso stentava a spiegarsi.
Il suo primo contatto con un'opera filosofica avviene nel periodo dell'adolescenza, quando legge La formazione naturale nel fatto del sistema solare di Roberto Ardigò nella biblioteca di un parente. Seguono i Principi di psicologia di William James, le Ricerche logiche di Husserl (un'opera che ritornerà più volte nella sua riflessione), e, soprattutto, Il mondo come volontà e rappresentazione di Schopenhauer. L'incontro con il pensatore tedesco spinge Sgalambro ad un interesse sempre crescente per la cultura nordeuropea, che sfocerà poi nella scoperta di Kant, Hegel, Friedrich Nietzsche, e Kierkegaard, a cui dedica i suoi primi saggi.
Nel 1945 inizia a collaborare alla rivista catanese Prisma (diretta da Leonardo Grassi): il primo scritto è Paralipomeni all'irrazionalismo, dove, influenzato da Rensi, sviluppa un attacco all'idealismo crociano allora in piena egemonia. Egli si ispira anche all'ironia di Karl Kraus di cui ama lo stile aforistico ("Se Karl Kraus avesse scritto Il Capitale lo avrebbe fatto in tre righe"). La sua filosofia, in linea con Schopenhauer, viene a configurarsi come filosofia del Male in cui il bene è la realtà apparente che serve come termine dialettico per la distruzione di ciò che è nel nulla termodinamico, ponendosi agli antipodi di Emanuele Severino.
Dal 1959, assieme a Sebastiano Addamo, scrive per il periodico Incidenze: il primo articolo è Crepuscolo e notte (che viene ristampato nel 2011), un breve saggio di "esistenzialismo negativo", ispirato ad Heidegger e Céline.
Frattanto inizia a scrivere anche per la rivista Tempo presente (diretta da Nicola Chiaromonte ed Ignazio Silone).
Alla fine degli anni Settanta decide di organizzare il suo pensiero in un'opera sistematica: a 55 anni, Sgalambro manda il suo primo libro, La morte del sole, con un biglietto di due righe alla casa editrice Adelphi; al proposito dirà:
(Manlio Sgalambro)
Negli anni seguenti, con lo stesso editore, pubblica anche: Trattato dell'empietà (1987), Anatol (1990), Del pensare breve (1991), Dialogo teologico (1993), Dell'indifferenza in materia di società (1994), La consolazione (1995), Trattato dell'età (1999), De mundo pessimo (2004), La conoscenza del peggio (2007), Del delitto (2009) e Della misantropia (2012).

Spesso viene avvicinato alla corrente nichilista; talvolta ha respinto la definizione, mentre altre volte l'ha accettata, nel senso di un nichilismo attivo e demolitore, non passivo e chiuso:
Intanto, all'inizio degli anni novanta, con alcuni amici avvia una piccola attività editoriale a Catania: nasce così la De Martinis. All'interno di questa casa editrice, Sgalambro si occupa di saggistica, pubblicando un paio di propri testi (Dialogo sul comunismo e Contro la musica) e ristampando alcune opere di Giulio Cesare Vanini e di Julien Benda.

Nel 2005 suscita polemiche una sua intervista a Francesco Battistini sulla mafia, dove critica anche Leonardo Sciascia e il mito dell'antimafia "militante" (che tra l'altro fu criticata da Sciascia stesso negli ultimi anni di vita): 
Definisce poi Claudio Fava "quel piagnone", affermando che "i famosi Cavalieri", soprannome dato dal padre di Fava a quattro imprenditori catanesi considerati collusi con Cosa nostra, «erano l'unica economia possibile» per la città. 
Nel 2014 è tornato in maniera sarcastica sull'argomento: «Considero la Sicilia come un fenomeno estetico e non ne cambierei nulla. In questo senso potrei dire che mi considero un mafioso…». Già nel 1995 era stato attaccato dal sociologo Franco Ferrarotti che lo definì "un neo-reazionario" e di "intolleranza aristocratica e silenzio sulla mafia". Il filosofo rispose a Ferrarotti di non aver mai parlato di mafia "perché, in quanto uomo che pensa, la mafia non mi fa venire in mente nulla. In quanto uomo che prova delle emozioni, credo di provare le stesse emozioni che la mafia suscita in chiunque altro, e mi pare inutile ripetere ciò che tutti provano. [...] si arriva ad assumere l'intera Sicilia come sinonimo di mafia. Caso mai avrei qualcosa da dire sul problema del male...".
Alla sua isola ha dedicato l'opera Teoria della Sicilia:
Oltre ai saggi per Adelphi, ha pubblicato per Bompiani Teoria della canzone (1997), Variazioni e capricci morali (2013) e due raccolte di poesie, Nietzsche (frammenti di una biografia per versi e voce) (1998) e Marcisce anche il pensiero (frammenti di un poema) (2011), dedicato all'ultima mezz'ora di vita di Immanuel Kant, nonché L'impiegato di Filosofia (2010), nel quale ironicamente afferma di aver rinunciato alla filosofia ritrovandosi più filosofo che mai, curioso libretto stampato in un museo della stampa con caratteri mobili, edito da La Pietra Infinita.
Infine, ha pubblicato con Il Girasole: Del metodo ipocondriaco (1989), Quaternario (racconto parigino) (2006), la raccolta di poesie Nell'anno della pecora di ferro (2011), la pièce teatrale L'illusion comique (2013) e Dal ciclo della vita (2014, postumo).

### Le collaborazioni con Franco Battiato ed altri
(M. Sgalambro, La morte del sole, frasi recitate da Franco Battiato in 23 coppie di cromosomi)
Nel 1993 avviene l'incontro con Franco Battiato, del tutto casualmente, perché presentavano insieme un volume di poesie dell'amico comune Angelo Scandurra. Dopo pochi giorni da quell'incontro, Battiato gli chiede un appuntamento per proporgli di scrivere il libretto dell'opera Il cavaliere dell'intelletto:
(Franco Battiato)

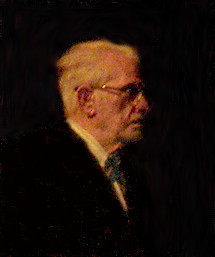
Sgalambro a Conegliano nel 2007

Sgalambro accetta e risponde ironicamente all'invito di Battiato chiedendogli di scrivere insieme un disco di musica pop. Tra Sgalambro e Battiato si sviluppa un sodalizio artistico e umano, anche se non sempre facile:
A partire dal 1994 collabora a quasi tutti i progetti di Franco Battiato, per cui scrive:
- i libretti delle opere Il cavaliere dell'intelletto (su Federico II di Svevia), Socrate impazzito, Gli Schopenhauer e Telesio (su Bernardino Telesio), e del balletto Campi magnetici;
- i testi di svariati album musicali (L'ombrello e la macchina da cucire, L'imboscata, Gommalacca, Ferro battuto, Dieci stratagemmi, Il vuoto, Apriti sesamo) e vari inediti, presenti ad esempio nell'album Fleurs;
- le sceneggiature dei film Perduto amor, Musikanten (sugli ultimi anni della vita di Beethoven) e Niente è come sembra, del programma televisivo Bitte, keine Réclame e del documentario Auguri don Gesualdo (su Gesualdo Bufalino).

Benché affermasse che la canzone era per lui "una distrazione", dal 1998 scrive testi di canzoni anche per Patty Pravo (Emma), Alice (Come un sigillo, Eri con me), Fiorella Mannoia (Il movimento del dare), Carmen Consoli (Marie ti amiamo), Milva (Non conosco nessun Patrizio), Adriano Celentano (Facciamo finta che sia vero) e Ornella Vanoni (Aurora).
Dopo essere intervenuto anche ai concerti di Battiato, nel 2000 si cimenta lui stesso con la musica e pubblica il singolo La mer, contenente la cover del celebre brano di Charles Trenet.
In una rappresentazione di Histoire du soldat di Igor' Stravinskij (2000) interpretò la voce narrante, con Giovanni Lindo Ferretti nella parte del soldato e Franco Battiato in quella del Diavolo.
Nel 2001 pubblica l'album Fun club, prodotto da Franco Battiato e Saro Cosentino, che contiene «evergreen» del calibro di La vie en rose (di Édith Piaf) e Moon river (di Henry Mancini), ma anche l'ironica Me gustas tú (di Manu Chao):
(Manlio Sgalambro)
Nel 2007 dà la voce all'aereo DC-9 Itavia nell'opera Ultimo volo di Pippo Pollina sulla strage di Ustica.
Nel 2009 pubblica il singolo La canzone della galassia, contenente la cover di The galaxy song (tratto da Il senso della vita dei Monty Python), cantata assieme al gruppo sardo-inglese Mab.
Nel 2009 torna dopo 40 anni ad esibirsi in un pub di Catania, assieme al filosofo Salvatore Massimo Fazio e il curatore del suo sito Alessio Cantarella. Finita l'esibizione alla presenza di Pippo Russo e Franco Battiato, seguì il concerto delle Lilies on Mars, band formata da due ex componenti del gruppo Mab (Lisa Masia e Marina Cristofalo), band che si era esibita con Battiato nella canzone Il vuoto, su testo di Sgalambro.
Muore il 6 marzo 2014 a Catania. Pur essendo dichiaratamente ateo, viene sepolto nella chiesa del Crocifisso dei miracoli di Catania.

## Partecipazioni dirette alle opere di Battiato

### Canzoni
- In Di passaggio (da L'imboscata) recita in greco antico:

(Eraclito, Frammenti, 88)
- Interviene recitando in Shakleton, dall'album Gommalacca (1998)
- In Invito al viaggio (da Fleurs) recita:

(Charles Baudelaire, I fiori del male)
- In Corpi in movimento (da Campi magnetici) recita:

per esempio, il sistema: amore, legge, spazzacamino… e poi non faccio altro che assumere tutti i miei assiomi come relazioni tra tali cose, allora le mie proposizioni, per esempio, il teorema di Pitagora, valgono anche per queste cose.»
(David Hilbert, Lettera a Frege del 29 dicembre 1899)
Dal 1996 partecipa a quasi tutti i tour di Franco Battiato:
- Nel tour del '97 recita versi in latino sul brano di Battiato Areknames (da Pollution), ribattezzato per l'occasione Canzone chimica:

(Manlio Sgalambro, Canzone chimica)
- Nel tour del 2002 esegue una nuova versione – con il testo riadattato in chiave filosofica – di Accetta il consiglio (tratto da The Big Kahuna), che viene pubblicato l'anno dopo nell'album live Last Summer Dance.
- Nel 2004 canta due brevi strofe dei suoi versi nella canzone La porta dello spavento supremo, dall'album Dieci stratagemmi di Battiato:

(La porta dello spavento supremo/Il sogno, testo di Manlio Sgalambro e Carlotta Wieck)

## Opere

### Libri
- La morte del sole, Milano, Adelphi, 1982
- Trattato dell'empietà, Milano, Adelphi, 1987
- Vom Tod der Sonne (edizione tedesca de La morte del sole, traduzione di Dora Winkler), Monaco (Germania), Hanser, 1988
- Del metodo ipocondriaco, Valverde (CT), Il Girasole, 1989
- Anatol, Milano, Adelphi, 1990
- Anatol (edizione francese, traduzione di Dominique Bouveret), Saulxures (Francia), Circé, 1991
- Del pensare breve, Milano, Adelphi, 1991
- Dialogo teologico, Milano, Adelphi, 1993
- Contro la musica (Sull'ethos dell'ascolto), Catania, De Martinis, 1994
- Dell'indifferenza in materia di società, Milano, Adelphi, 1994
- De la pensée brève (edizione francese di Del pensare breve, traduzione di Carole Walter), Saulxures (Francia), Circé, 1995
- Dialogo sul comunismo, Catania, De Martinis, 1995
- La consolazione, Milano, Adelphi, 1995
- La morte del sole (2ª edizione), Milano, Adelphi, 1996
- Teoria della canzone, Milano, Bompiani, 1997
- Nietzsche (Frammenti di una biografia per versi e voce), Bompiani, Milano, 1998
- Poesie (edizione a tiratura limitata di 72 esemplari numerati, a cura di Antonio Contiero), Reggio Emilia, La Pietra Infinita, 1999
- Trattato dell'età. Una lezione di metafisica, Milano, Adelphi, 1999
- Traité de l'âge. Une leçon de métaphysique (edizione francese di Trattato dell'età, traduzione di Dominique Férault), Parigi (Francia), Payot, 2001
- Opus postumissimum. (Frammento di un poema) (a cura di Silvia Batisti - Rossella Lisi), Firenze, Giubbe Rosse, 2002
- De mundo pessimo (contiene Contro la musica (Sull'ethos dell'ascolto) e Dialogo sul comunismo), Milano, Adelphi, 2004
- Trattato dell'empietà (2ª edizione), Milano, Adelphi, 2005
- Quaternario. Racconto parigino, Valverde (CT), Il Girasole, 2006
- Nietzsche. Frammenti di una biografia per versi e voce (2ª edizione), Milano, Bompiani, 2006
- La conoscenza del peggio, Milano, Adelphi, 2007
- Del delitto, Milano, Adelphi, 2009
- La consolación (edizione spagnola de La consolazione, traduzione di Martín López-Vega), Valencia (Spagna), Pre-Textos, 2009
- L'impiegato di filosofia (edizione a tiratura limitata di 100 esemplari numerati, a cura di Antonio Contiero), Reggio Emilia, La Pietra Infinita, 2010
- Crepuscolo e notte, Messina, Mesogea, 2011
- Nell'anno della pecora di ferro, Valverde (CT), Il Girasole, 2011
- Marcisce anche il pensiero. Frammenti di un poema (2ª edizione di Opus postumissimum (Frammento di un poema)), Milano, Bompiani, 2011
- Della misantropia, Milano, Adelphi, 2012
- Teoria della canzone (2ª edizione con una nuova introduzione dell'autore), Milano, Bompiani, 2012
- L'illusion comique, Valverde (CT), Il Girasole, 2013
- Variazioni e capricci morali, Milano, Bompiani, 2013
- Dal ciclo della vita, Valverde (CT), Il Girasole, 2014 (postumo)
- L'ultimo chierico, intervista (2004) a cura di Rita Fulco, Mesogea, Messina 2015.

### Album
- Manlio Sgalambro, Fun club, Milano, Sony, 2001

### Singoli
- Manlio Sgalambro, La mer, Milano, Sony, 2000
- Manlio Sgalambro, Me gustas tú, Milano, Sony, 2001
- Manlio Sgalambro feat. Mab, La canzone della galassia, Milano, Sony, 2009

## Collaborazioni

### Libri
- con Jacques Roubaud, Deux dialogues philosophiques (contiene l'edizione francese di Dialogo teologico, traduzione di Carole Walter), Saulxures (Francia), Circé, 1993
- con Franco Battiato, Il cavaliere dell'intelletto, Milano - Giarre (CT), Sonzogno - L'Ottava, 1995
- con Davide Benati, Segrete (edizione a tiratura limitata di 30 esemplari numerati, a cura di Antonio Contiero), Reggio Emilia, La Pietra Infinita, 2001
- con Antonio Contiero, Dolore e poesia / L'ultima notte del Collodi (edizione a tiratura limitata di 32 esemplari numerati), Reggio Emilia, La Pietra Infinita, 2003

### Saggi
- Devozione allo spazio in Giuseppe Raciti, Dello spazio, Catania, CUECM, 1990
- Sciascia e le aporie del fare in Sciascia. Scrittura e verità, Palermo, Flaccovio, 1991, pp. 33–36
- Empedocle o della fine del ciclo cosmico in AA.VV., a cura di Antonio Di Grado, Grandi siciliani. Tre millenni di civiltà, v. 1, Catania, Maimone, pp. 29–31
- Gentile o del pensare in AA.VV., a cura di Antonio Di Grado, Grandi siciliani. Tre millenni di civiltà, v. 2, Catania, Maimone, pp. 415–418
- Carpe veritatem in Arthur Schopenhauer, La filosofia delle università, Milano, Adelphi, 1992, pp. 121–141
- Post scriptum in Pietro Barcellona, Lo spazio della politica. Tecnica e democrazia, Roma, Riuniti, 1993, pp. 161–171
- Postfazione del curatore in Julien Benda, Saggio di un discorso coerente sui rapporti tra Dio e il mondo, Catania, De Martinis & c., 1993, pp. 185–190
- Nota in Giuseppe Rensi, La filosofia dell'autorità, Catania, De Martinis & c., 1993, quarta di copertina
- La malattia dello spazio in Insulæ. L'arte dell'esilio, Genova, Costa & Nolan, 1993, pp. 51–53
- Prefazione in Angelo Scandurra, Trigonometria di ragni, Milano, All'Insegna del Pesce d'Oro, 1993, pp. 7–8
- Vanini e l'empietà in Giulio Cesare Vanini, Confutazione delle religioni, Catania, De Martinis & c., 1993, pp. I-VI
- Éléments de theologie. Dialogue (edizione francese di Dialogo teologico) in Jacques Roubaud - Manlio Sgalambro, Dialogues philosophiques, Circé, 1993, pp. 57–78
- Piccola glossa al Trattato della concupiscenza in Jacques Bénigne Bossuet, Trattato della concupiscenza, Catania, De Martinis & c., 1994, pp. 7–10
- Breve introduzione in Giuseppe Tornatore, Una pura formalità, Catania, De Martinis & c., 1994
- Breve postfazione in Giuseppe Frazzetto, Museo. Aporia dell'immagine, Catania, De Martinis & c., 1994
- Nota in Ernst Jünger - Klaus Ulrich Leistikov, Mantrana. Un gioco, Catania, De Martinis & c., 1995, quarta di copertina
- Gentile e il tedio del pensare in Giovanni Gentile, L'atto del pensare come atto puro, Catania, De Martinis & c., 1995, pp. 7–13
- Il bene non può fondarsi su un Dio omicida in Carlo Maria Martini - Umberto Eco, In cosa crede chi non crede?, Roma, Liberal, 1996, pp. 95–98
- Das Gute kann seinen Grund nicht in einem menschenmordenden Gott haben in Carlo Maria Martini - Umberto Eco, Woran glaubt, wer nicht glaubt?, Vienna (Austria), Zsolnay, 1998, pp. 108–111
- Postfazione. Morale di un cavallo in Ottavio Cappellani, La morale del cavallo, Scordia (CT), Nadir, 1998, p. 45-47
- Prefazione in Tommaso Ottonieri, Elegia sanremese, Milano, Bompiani, 1998, p. V
- Prefazione in Maurizio Cosentino, I sistemi morali, Catania, Boemi, 1998, p. 7
- Sciascia e le aporie del fare in Leonardo Sciascia. La memoria, il futuro, a cura di Matteo Collura, Milano, Bompiani, 1998, pp. 69–72
- Efficacia teatrale e dedica, un piccolo dono a Heiner Müller in Heiner Müller. Riscrivere il teatro (a cura di Franco Quadri - Alessandro Martinez), Milano, Ubulibri, 1999, pp. 95–96
- Postfazione in Domenico Trischitta, Daniela Rocca. Il miraggio in celluloide, Catania, Boemi, 1999, p. 71
- Piccole note in margine a Salvo Basso in Salvo Basso, Dui, Catania, Prova d'Autore, 1999, p. 5
- Il fabbricante di chiavi in Mariacatena De Leo - Luigi Ingaliso, Nell'antro del filosofo. Dialogo con Manlio Sgalambro, Catania, Prova d'Autore, 2002, pp. 87–94
- Postfazione in Alessandro Pumo, Il destino del corpo. L'uomo e le nuove frontiere della scienza medica, Palermo, Nuova Ipsa, 2002
- Sodalizio in Franco Battiato. L'alba dentro l'imbrunire (allegato a Franco Battiato. Parole e canzoni), a cura di Vincenzo Mollica, Torino, Einaudi, 2004, p. V
- Del vecchio in Riccardo Mondo - Luigi Turinese, Caro Hillman… Venticinque scambi epistolari con James Hillman, Torino, Bollati Boringhieri, 2004, pp. 227–228
- Nota in Anna Vasta, I malnati, Porretta Terme (BO), I Quaderni del Battello Ebbro, 2004, risvolto di copertina
- Lettera a un giovane poeta in Luca Farruggio, Bugie estatiche, Roma, Il Filo, 2006, p. 5
- Teoria della Sicilia in Guido Guidi Guerrera, Battiato. Another link, Baiso (RE), Verdechiaro, 2006, p. 117
- Nota in Toni Contiero, Galleria Buenos Aires, Reggio Emilia, Aliberti, 2006, p. 7
- Nadia Boulanger e l'ethos della musica in Bruno Monsaingeon, Incontro con Nadia Boulanger, Palermo, rueBallu, 2007
- Una nota in Franco Battiato, In fondo sono contento di aver fatto la mia conoscenza (allegato a Niente è come sembra), Milano, Bompiani, 2007, pp. 87–90
- Nota introduttiva in Michele Falzone, Franco Battiato. La Sicilia che profuma d'oriente, Palermo, Flaccovio, 2008
- Prefazione in Arnold de Vos, Il giardino persiano, Fanna (PN), Samuele, 2009, p. 7
- Prefazione in Angelo Scandurra, Quadreria dei poeti passanti, Milano, Bompiani, 2009, risvolto di copertina
- Nota in Morgan, Dissoluzione, Milano, Bompiani, 2009, copertina
- Sull'idea di nazione in Catania. Non vi sarà facile, si può fare, lo facciamo. La città, le regole, la cultura, Catania, ANCE, 2010, pp. 49–50
- Dicerie in Franco Battiato, Don Gesualdo (allegato a Auguri don Gesualdo), Milano, Bompiani, 2010, pp. 7–10
- Postfazione in Carlo Guarrera, Occhi aperti spalancati, Messina, Mesogea, 2011, pp. 101–105
- Nota critica in Anna Vasta, Di un fantasma e di mari, Catania, Prova d'Autore, 2011
- Nota in Georges Bataille, W.C., a cura di Antonio Contiero, Massa, Transeuropa, Massa, 2011
- Prefazione in Giampaolo Bellucci, Un grappolo di rose appese al sole, Villafranca Lunigiana (MS), Cicorivolta, 2011
- Il Disumanismo in Espedita Fisher, Eremiti, Roma, Castelvecchi, 2012, pp. 21–23
- Apologia del teologo in Fabio Presutti, Deleuze e Sgalambro: dell'espressione avversa, Catania, Prova d'Autore, 2012, p. 5
- Prefazione in Selenia Bellavia, Pourparler, Catania, Prova d'Autore, 2012
- Breve riflessione in Massimiliano Scuriatti, Mico è tornato coi baffi, Milano, Bietti, 2012
- La città dei morti in Luigi Spina, Monumentale. Un viaggio fotografico all'interno del gran camposanto di Messina, Milano, Electa, 2013
- Il senso della bellezza in Franco Battiato, Jonia me genuit. Discografia leggera, discografia classica, filmografia, pittura, Firenze, Della Bezuga, 2013, p. 168
- Moralità plutarchee in Domenico Trischitta, 1999, Catania, Il Garufi, 2013, p. 109
- La morte del sole in Adelphiana. 1963-2013, Milano, Adelphi, 2013, pp. 268–269
- Presentazione in Armando Rotoletti, Circoli di conversazione a Biancavilla, Modugno (BA), Arti Grafiche Favia, 2013, quarta di copertina
- Prefazione in Ghesia Bellavia, Fermo immagine, Catania, Il Garufi, 2014
- Sulla mia morte in Franco Battiato, Attraversando il bardo. Sguardi sull'aldilà, Milano, Bompiani, 2014, pp. 44–45

### Album
- testi (L'ombrello e la macchina da cucire, Breve invito a rinviare il suicidio, Piccolo pub, Fornicazione, Gesualdo da Venosa, Moto browniano, Tao, Un vecchio cameriere, L'esistenza di Dio) in Franco Battiato, L'ombrello e la macchina da cucire, Milano, EMI, 1995
- testi (Di passaggio, Strani giorni, La cura, Ein Tag aus dem Leben des kleinen Johannes, Amata solitudine, Splendide previsioni, Ecco com'è che va il mondo, Segunda-feira, Memorie di Giulia, Serial killer) e voce (Di passaggio) in Franco Battiato, L'imboscata, Milano, Polygram, 1996
- voce (Canzone chimica) in Franco Battiato, L'imboscata live tour (registrazione video di un concerto), Milano, Polygram, 1997
- testo (Emma Bovary) in Patty Pravo, Notti, guai e libertà, Milano, Sony, 1998
- testi (Shock in my town, Auto da fé, Casta diva, Il ballo del potere, La preda, Il mantello e la spiga, È stato molto bello, Quello che fu, Vite parallele, Shackleton) e voce (Shackleton) in Franco Battiato, Gommalacca, Milano, Polygram, 1998
- testi (Medievale, Invito al viaggio) e voce (Invito al viaggio) in Franco Battiato, Fleurs. Esempi affini di scritture e simili, Milano, Universal, 1999
- testi (Running against the grain, Bist du bei mir, La quiete dopo un addio, Personalità empirica, Il cammino interminabile, Lontananze d'azzurro, Sarcofagia, Scherzo in minore, Il potere del canto) e voce (Personalità empirica) in Franco Battiato, Ferro battuto, Milano, Sony, 2001
- testo (Invasione di campo) in AA.VV., Invasioni, ???, New Scientist, 2001
- testo (Come un sigillo) in Franco Battiato, Fleurs 3 (album), Milano, Sony, 2002
- voce (Non dimenticar le mie parole) in Franco Battiato, Colonna sonora di Perduto amor (colonna sonora del film), Milano, Sony, 2003
- voce (Shackleton, Accetta il consiglio) in Franco Battiato, Last Summer Dance (registrazione audio di un concerto), Milano, Sony, 2003
- testi (Tra sesso e castità, Le aquile non volano a stormi, Ermeneutica, Fortezza Bastiani, Odore di polvere da sparo, I'm that, Conforto alla vita, 23 coppie di cromosomi, Apparenza e realtà, La porta dello spavento supremo) e voce (La porta dello spavento supremo) in Franco Battiato, Dieci stratagemmi. Attraversare il mare per ingannare il cielo, Milano, Sony, 2004
- voce (La porta dello spavento supremo) in Franco Battiato, Un soffio al cuore di natura elettrica (registrazione audio e video di un concerto), Milano, Sony, 2005
- testi (Il vuoto, I giorni della monotonia, Aspettando l'estate, Niente è come sembra, Tiepido aprile, The game is over, Io chi sono?, Stati di gioia) e dell'adattamento in italiano di Era l'inizio della primavera (da Aleksej Nikolaevič Tolstoj, It was in the early days of spring) in Franco Battiato, Il vuoto, Milano, Universal, 2007
- testo (Maori legend) in Lilies on Mars, Lilies on Mars, 2008
- testo (Il movimento del dare) in Fiorella Mannoia, Il movimento del dare, Milano, Sony, 2008
- testi (Tutto l'universo obbedisce all'amore, Tibet) e dell'adattamento in italiano di Del suo veloce volo (da Antony Hegarthy, Frankenstein) in Franco Battiato, Fleurs 2, Universal, 2008
- testo (Marie ti amiamo) in Carmen Consoli, Elettra, Milano, Universal, 2009
- testi (Inneres Auge, 'U cuntu) e voce ('U cuntu) in Franco Battiato, Inneres Auge - Il tutto è più della somma delle sue parti, Milano, Universal, 2009
- testo (Non conosco nessun Patrizio) in Milva, Non conosco nessun Patrizio, Milano, Universal, 2010
- testo (Facciamo finta che sia vero) in Adriano Celentano, Facciamo finta che sia vero, Milano, Universal, 2011
- testo (Eri con me) in Alice, Samsara, Bologna, Arecibo, 2012
- testi (Un irresistibile richiamo, Testamento, Quand'ero giovane, Eri con me, Passacaglia, La polvere del branco, Caliti junku, Aurora, Il serpente, Apriti sesamo) in Franco Battiato, Apriti sesamo, Milano, Universal, 2012

### Singoli
- testi (Strani giorni, Decline and fall of the Roman empire) in Franco Battiato, Strani giorni, Milano, Polygram, 1996
- testo in Patty Pravo, Emma Bovary, Milano, Sony, 1998
- testi (Shock in my town, Stage door) in Franco Battiato, Shock in My Town, Milano, Polygram, 1998
- testi (Il ballo del potere, Stage door, Emma, L'incantesimo) in Franco Battiato, Il ballo del potere, Milano, Polygram, 1998
- testi (Running against the grain, Sarcofagia, In trance) in Franco Battiato, Running against the grain, Milano, Sony, 2001
- testo in Franco Battiato, Il vuoto, Milano, Universal, 2007
- testo in Franco Battiato feat. Carmen Consoli, Tutto l'universo obbedisce all'amore, Milano, Universal, 2008
- testo in Franco Battiato, Inneres Auge, Milano, Universal, 2009
- testo in Franco Battiato, Passacaglia, Milano, Universal, 2012
- Voce in Alan Magnetti, "Verso di Te", Milano, I Cuochi Music, 2014

### Opere teatrali
- testi in Franco Battiato, Il cavaliere dell'intelletto, inedito (prima rappresentazione: Palermo, 20 settembre 1994)
- testi e attore in Martin Kleist, Socrate impazzito, inedito (prima rappresentazione: Catania, 30 luglio 1995)
- testi e attore in Franco Battiato, Gli Schopenhauer, inedito (prima rappresentazione: Fano (PU), 8 agosto 1998)
- attore in Igor' Fëdorovič Stravinskij, Histoire du soldat, inedito, 1999 (prima rappresentazione: Roma, 4 febbraio 2000)
- libretto e voce (Corpi in movimento, La mer) in Franco Battiato, Campi magnetici. I numeri non si possono amare, Milano, Sony, 2000 (prima rappresentazione: Firenze, 13 giugno 2000)
- voce (Volare è un'arte, Negli abissi, Pratica di mare, A tu per tu con il Mig, Verso Bologna, Simulacro) in Pippo Pollina, Ultimo volo. Orazione civile per Ustica, Bologna, Storie di Note, 2007 (prima rappresentazione: Bologna, 27 giugno 2007)
- attore in Manlio Sgalambro - Rosalba Bentivoglio - Carlo Guarrera, Frammenti per versi e voce, inedito (prima rappresentazione: Catania, 7 maggio 2009)
- testi in Franco Battiato, Telesio. Opera in due atti e un epilogo, Milano, Sony, 2011 (prima rappresentazione: Cosenza, 7 maggio 2011)

### Film
- sceneggiatura e attore (Martino Alliata) in Franco Battiato, Perdutoamor, Giarre (CT), L'Ottava, 2003
- sceneggiatura e attore (nobile senese) in Franco Battiato, Musikanten, Giarre (CT), L'Ottava, 2005
- sceneggiatura in Franco Battiato, Niente è come sembra, Milano, Bompiani, 2007

### Documentari
- intervento in Daniele Consoli, La verità sul caso del signor Ciprì e Maresco, Zelig, 2004
- intervento in Franco Battiato, Auguri don Gesualdo, Milano, Bompiani, 2010
- intervento in Massimiliano Perrotta, Sicilia di sabbia, Movie Factory, 2011
- intervento in Franco Battiato, Attraversando il bardo. Sguardi sull'aldilà, Milano, Bompiani, 2014

### Videoclip
- attore in Franco Battiato, L'ombrello e la macchina da cucire, 1995
- attore in Franco Battiato, Di passaggio, 1996
- attore in Franco Battiato, Strani giorni, 1996
- attore in Franco Battiato, Shock in my town, 1998
- attore in Franco Battiato, Running against the grain, 2001
- attore in Franco Battiato, Bist du bei mir, 2001
- attore in Franco Battiato, Ermeneutica, 2004
- attore in Franco Battiato, La porta dello spavento supremo, 2004
- attore in Franco Battiato, Il vuoto, 2007
- attore in Franco Battiato, Inneres Auge, 2009
- Voce in Alan Magnetti, L'inquilino, 2013
- Voce in Alan Magnetti, Verso di te, 2014

### Programmi televisivi
- Franco Battiato, Bitte, keine Réclame, 2004

### Libri
- Francesco Saverio Niso, Comunità dello sguardo. Halbwachs, Sgalambro, Cordero, Torino, Giappichelli, 2001
- Mariacatena De Leo - Luigi Ingaliso, Nell'antro del filosofo. Dialogo con Manlio Sgalambro, Catania, Prova d'Autore, 2002
- Lina Passione, La notte e il tempo. Divagazioni su Franco Battiato, Manlio Sgalambro e… altro, Catania, CUECM, 2009
- Alessandro Max Cantello, Sgalambro speaks. Uno scherzo mimetico che possa introdurre ad una filosofia, Mas Club, 2014
- Manlio Sgalambro. L'ultimo chierico (a cura di Rita Fulco), Messina, Mesogea, 2015
- Caro misantropo. Saggi e testimonianze per Manlio Sgalambro (a cura di Antonio Carulli - Francesco Iannello), Napoli, La Scuola di Pitagora, 2015
- Salvatore Massimo Fazio, Regressione suicida. Dell'abbandono disperato di Emil Cioran e Manlio Sgalambro, Barrafranca (EN), Bonfirraro, 2016
- Manlio Sgalambro. Breve invito all'opera (a cura di Davide Miccione), Caltagirone (CT), Lettere da Qalat, 2017
- Antonio Carulli, Introduzione a Sgalambro, Genova, Il Melangolo, 2017
- Patrizia Trovato - Antonio Carulli - Piercarlo Necchi - Manuel Pérez Cornejo, La piccola verità. Quattro saggi su Manlio Sgalambro, Milano, Mimesis, 2019
- Roberto Fai - Luca Farruggio - Rita Fulco - Caterina Resta, Essere contemporanei della fine del mondo. Saggi su Manlio Sgalambro (a cura di Rita Fulco), Milano, Mimesis, 2022
- Antonio Carulli, Sgalambro materialista. Gentile, Leopardi, Sciascia, Cioran, Napoli, La Scuola di Pitagora, 2022

### Saggi
- Sergio Zavoli, Le ombre della sera in Di questo passo. Cinquecento domande per capire dove andiamo, Torino, Nuova ERI, 1993, pp. 377–389
- Calogero Rizzo, De consolatione theologie in Massimo Iiritano, Sergio Quinzio. Profezie di un'esistenza, Soveria Mannelli (CZ), Rubbettino, 2000, pp. 105–126
- Armando Matteo, Manlio Sgalambro: il dovere dell'empietà in Della fede dei laici. Il cristianesimo di fronte alla mentalità postmoderna, Soveria Mannelli (CZ), Rubbettino, 2001, pp. 27–34
- Stefano Lanuzza, Il filosofo insulare in Erranze in Sicilia, Napoli, Guida, 2003, pp. 43–55
- Leonor Sáez Méndez, Zwischen der kritischen Bedingung der praktischen Erfahrung und der Doktrin: Dechiffrierung der Perversion (Zwei Beispiele) in Kant ein illusionist? Das retorsive und kompositive Verfahren der kantischen Urteilskraft nach dem philosophischen Empirismus, Murcia (Spagna), Universidad de Murcia, 2010, pp. 201–204
- Pino Aprile, La morte del sole in Giù al sud. Perché i terroni salveranno l'Italia, Segrate (MI), Piemme, 2011, pp. 331–338
- Marco Risadelli, Note su “Dell'indifferenza in materia di società” di Manlio Sgalambro in Alessandra Mallamo - Angelo Nizza, Polisofia, Roma, Nuova Cultura, 2012, pp. 17–31
- Giuseppe Raciti, Until the end of the world. Sgalambro lettore di Spengler in Per la critica della notte. Saggio sul “Tramonto dell’Occidente” di Oswald Spengler, Milano, Mimesis, 2014, pp. 131–135

### Articoli
- Enrico Arosio, Ora Sgalambro il mondo in L'Espresso, n. 7, 21 febbraio 1988, pp. 141–145
- Stefano Lanuzza, Il pensiero ipocondriaco in Il Ponte, IVL, n. 2, febbraio 1990, pp. 146–148
- Gerd Bergfleth, Finis mundi. Manlio Sgalambro und der Weltuntergang in Der Pfahl. Jahrbuch aus dem Niemandsland zwischen Kunst und Wissenschaft, n. 5, 1991, pp. 20–56
- Alberto Corda, Profilo di Manlio Sgalambro, filosofo “irregolare” in Arenaria, VIII, n. 22, gennaio-aprile 1992, pp. 81–82
- Giuseppe Raciti, Sgalambro maestro “cattivo” per elezione in Ideazione, IV, n. 6, 1997, pp. 215–216
- Ferdinando Raffaele, Intorno alla creatività filosofica. A colloquio con il filosofo Manlio Sgalambro in Parolalibera, n. 8, 1998, pp. 17–19
- Francesco Saverio Nisio, Sgalambro, l'unico che canta. Mille sguardi, II in Democrazia e diritto. Guerra e individuo, n. 1, 1999, pp. 190–202
- Marcello Faletra, Dialogo con Manlio Sgalambro, Cyberzone, n. 20, 2006
- Marcello Faletra, L'azzardo del pensiero o il filosofo della crudeltà: Manlio Sgalambro, Cyberzone n. 20, 2006.
- Fabio Presutti, Manlio Sgalambro, Giorgio Agamben: on metaphysical suspension of language and the destiny of its inorganic re-absorption in Italica, v. 85, nn. 2-3, 2008, pp. 243–272
- Concetta Bonini, Manlio Sgalambro. Il cavaliere dell'intelletto in Freetime. Sicilia, febbraio-marzo 2014, pp. 88–91
- Marcello Faletra, La pistola di Sgalambro in http://www.peppinoimpastato.com/visualizza.asp?val=2115, 2014
- Marcello Faletra, In ricordo di Manlio Sgalambro in Artribune, 7 marzo 2017
- Manuel Pérez Cornejo, En la estela de Schopenhauer y Mainländer: la filosofía «peorista» de Manlio Sgalambro in Schopenhaueriana. Revista española de estudios sobre Schopenhauer, n. 3, 2018, pp. 9–31

### Tesi di laurea
- Lorenzo Bombardelli, De ira Philosophiae - La teologia filosofica di Manlio Sgalambro, Università degli Studi di Trento, a.a. 2003-2004
- Salvatore Massimo Fazio, Cioran e Sgalambro: un confronto, Università degli Studi di Catania
- Fatima Scaglione, Battiato - Sgalambro. Tra musica e filosofia, Università degli Studi di Palermo, a.a. 2006-2007
- Cecilia Comparoni, L'impossibilità di essere consolati. L'itinerario tragico di Manlio Sgalambro, Università degli Studi di Genova, a.a. 2014-2015